# Metoda Dodič Fikfak
Metoda Dodič Fikfak, slovenska zdravnica, raziskovalka in univerzitetna profesorica, * 1955, Obrov. 
Ukvarja se s poklicnimi boleznimi, kot so mezoteliom, pljučni rak in druge vrste raka kot posledica izpostavljenosti azbestu. 
Je predstojnica Kliničnega inštituta za medicino dela, prometa in športa Univerzitetnega kliničnega centra Ljubljana. Vodi razširjeni strokovni kolegij za medicino dela, prometa in športa pri Ministrstvu za zdravje RS. Je sodna izvedenka za področje medicine dela, prometa in športa.

## Poučevanje
Predavana na Medicinski fakulteti v Ljubljani. Predavala je na Akademiji za likovno umetnost in oblikovanje v Ljubljani in Fakulteti za zdravstvo Angele Boškin. 

## Študij
Na Medicinski fakulteti v Ljubljani je diplomirala leta 1979. Leta 1986 je pridobila specializacijo iz medicine dela, prometa in športa. Leta 1992 je na Medicinski fakulteti v Zagrebu magistrirala iz ergonomske fiziologije (mentor prof. Janko Sušnik).

### Študij v ZDA
Leta 1998 je na Univerzi Massachusetts Lowell doktorirala iz epidemiologije delovnega in življenjskega okolja (mentor prof. David Kriebel). Njen študij je zajemal poklicno epidemiologijo, ergonomijo in okoljsko politiko.
Za doktorsko nalogo je preučevala vpliv izpostavljenosti amfibolom in krizotilu na razvoj pljučnega raka pri delavcih, zaposlenih v cementni in azbestni industriji. Njeno raziskovalno delo je ameriška ustanova National Cancer Institute nagradila z dvoletno raziskovalno štipendijo.

## Kontroverze
Podjetje Izoterm Plama je vložilo tožbo na Okrajnem sodišču v Postojni, da je neupravičeno posredovala za svojega svaka. Sodišče jo je kot predstojnico inštituta za medicino dela 18. januarja 2006 na prvi stopnji spoznalo za krivo zlorabe uradnega položaja, na drugi stopnji je bila sodba odpravljena, saj ni našlo podlag za tovrstne obtožbe. Infromacij o odpravljeni sodbi mediji niso objavili.

## Družina
Z možem ima sina in hčer.

## Nagrade in priznanja
- 2010: roža mogota »za zasluge pri odpravljanju stereotipov o ženskih in moških poklicih, za zgled mladim ženskam pri izbiri poklicne poti v znanosti ter za neutrudno delo za človeku prijazno delovno okolje« (podeljuje Zveza svobodnih sindikatov Slovenije)[7]

### Nominacije
- 2017: ženska leta (nagrada revije Zarja)